# Avenida Sánchez Carrión
La avenida Faustino Sánchez Carrión o avenida Pershing es una de las principales avenidas de la ciudad de Lima, capital del Perú. Se extiende de este a oeste, en los distritos de San Isidro, Jesús María y Magdalena del Mar. Esta vía lleva el nombre del precursor e ideólogo peruano José Faustino Sánchez Carrión.
Está enlazada directamente a dos grandes avenidas: Javier Prado y De la Marina, constituyendo un importante corredor vial.

## Recorrido
Se inicia en la avenida Javier Prado Oeste. La Guardia Republicana del Perú (círculo de oficiales) da la bienvenida a esta avenida en el límite con la calle Los Castaños. Siguiendo el recorrido, en la cuadra 3, se erigen varias banderas alineadas de distintos países en el conocido Paseo de las Naciones en vista de bellas edificaciones, característico de un distrito como San Isidro.
En su intersección con la avenida Salaverry, se encuentra un hotel de cinco estrellas: Meliá Lima. En este cruce, se da paso al distrito de Jesús María, donde la zona se hace más comercial, con tiendas, boticas y restaurantes. En la cuadra 5, se encuentra una sede de la Fuerza Aérea del Perú (FAP), a su vez que consta de algunos departamentos residenciales.
En su intersección con la avenida Gregorio Escobedo, se emplazan un supermercado Metro y el Casino New York. El Hospital Militar Central Luis Arias Schreiber se encuentra a mitad de la cuadra 7 e inicios de la siguiente. Finaliza en la intersección con la avenida Brasil y da pase a la avenida de la Marina, en el distrito de Pueblo Libre.
En sus cortas cuadras, la avenida Faustino Sánchez Carrión es una vía importante, pues ésta da conexión a grandes distritos residenciales como San Isidro y Jesús María, además de importantes avenidas limeñas como Javier Prado y La Marina.